# Turdus
Turdus (Linnaeus, 1758) és un gran gènere d'ocells de la família dels túrdids, a l'ordre dels passeriformes; compren gairebé la meitat de les espècies de la família. Són ocells de mida mitjana, principalment insectívors o omnívors, de distribució cosmopolita,presents en biomes molt diversos. i amb espècies a gairebé tots el continents: Europa, Àsia, Àfrica, Amèrica i Austràlia. S'han descrit també algunes espècies en illes oceàniques, i com a mínim dues s'han introduït a Nova Zelanda. Entre les espècies de Turdus, n'hi ha que són migratòries.
Als Països Catalans hi crien diverses espècies d'aquest gènere, com ara la merla, la griva comuna o el tord comú, a més de la merla de pit blanc, restringida al Pirineu. Aquests noms (merla, tord i griva) es fan extensius a la resta d'espècies del gènere.
Algunes espècies de Turdus són considerades espècies cinegètiques de caça menor; són el tord comú (T. philomenos), el tord ala-roig (T. iliacus) i la griva (T, viscivorus). Es va prohibir la caça de la griva cerdana (T. pilaris), que apareixia en la Guia de les espècies cinegètiques de Catalunya de 2007.
Alguna subespècie ha rebut la categoria d'espècie, mentre que els dos petits tords que eren classificats al gènere Platycichla, ho són ara a Turdus.

## Taxonomia
Segons la classificació del Congrés Ornitològic Internacional (versió 11.2, 2021) aquest gènere està format per 87 espècies.
- Turdus litsitsirupa - griva litsitsirupa.
- Turdus flavipes - merla camagroga.
- Turdus leucops - merla ullclara.
- Turdus pelios - merla africana.
- Turdus tephronotus - merla ullgroga.
- Turdus libonyana - merla de Kurrichane.
- Turdus olivaceofuscus - merla de São Tomé.
- Turdus xanthorhynchus - merla de Príncipe.
- Turdus olivaceus - merla olivàcia.
- Turdus roehli - merla dels Usambara.
- Turdus abyssinicus - merla d'Abissínia.
- Turdus smithi - merla del Karoo.
- Turdus ludoviciae - merla de Somàlia.
- Turdus helleri - merla dels Taita.
- Turdus menachensis - merla del Iemen.
- Turdus bewsheri - merla de les Comores.
- Turdus hortulorum - merla dorsigrisa.
- Turdus unicolor - merla unicolor.
- Turdus dissimilis - merla pitnegra.
- Turdus cardis - merla del Japó.
- Turdus albocinctus - merla de collar.
- Turdus torquatus - merla de pit blanc.
- Turdus boulboul - merla alagrisa.
- Turdus merula - merla comuna.Tord comú

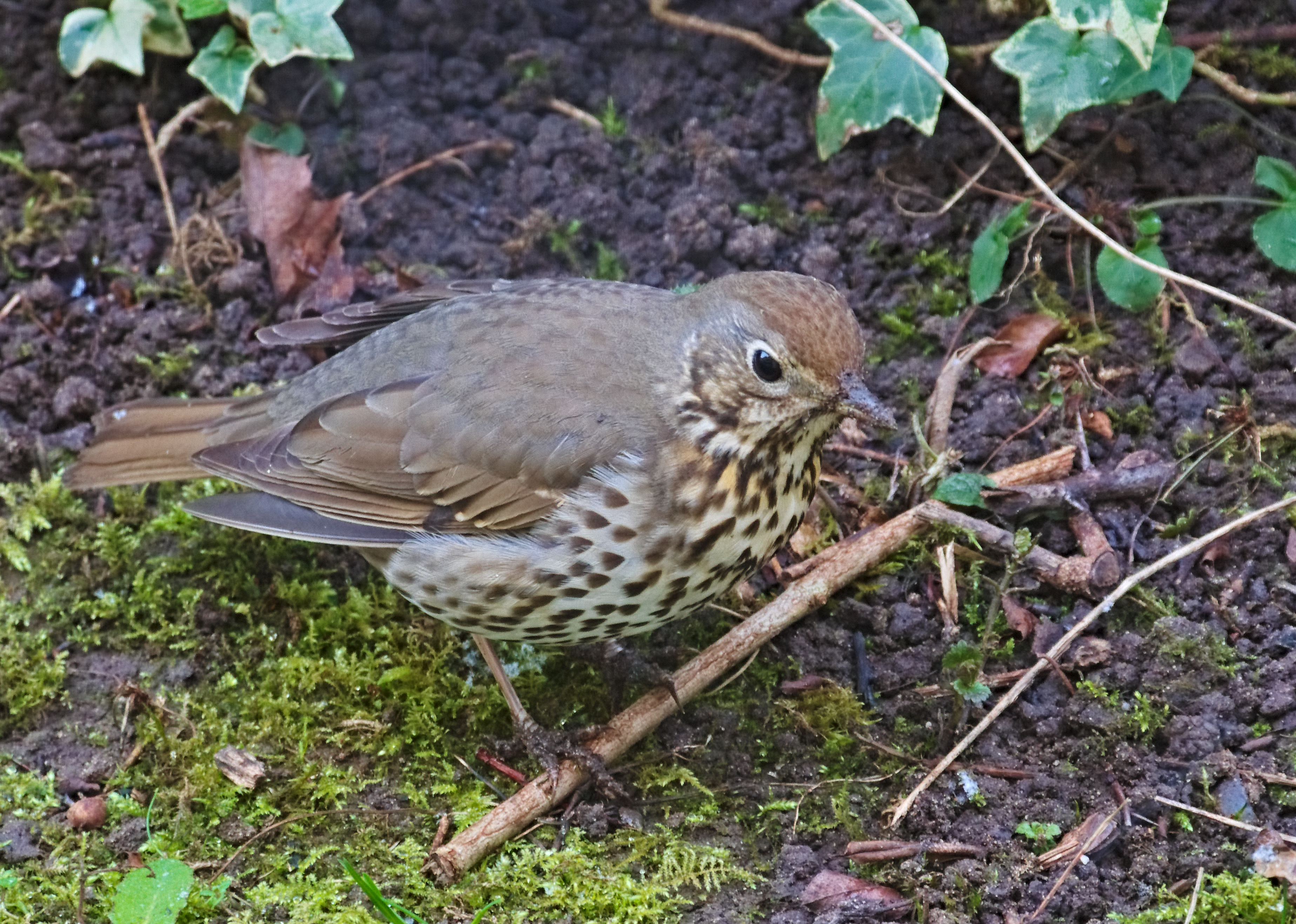
Tord comú

- Turdus mandarinus - merla de la Xina.
- Turdus maximus - merla de l'Himàlaia.
- Turdus simillimus - merla de l'Índia.
- Turdus poliocephalus - merla insular.
- Turdus niveiceps - merla de Taiwan
- Turdus rubrocanus - merla castanya.
- Turdus kessleri - merla de Kessler.
- Turdus feae - tord de Fea.
- Turdus obscurus - tord pitgrís.
- Turdus pallidus - merla pàl·lida.
- Turdus chrysolaus - merla capbruna.
- Turdus celaenops - merla de les Izu.
- Turdus atrogularis - tord gorjanegre.
- Turdus ruficollis - tord gorja-roig.
- Turdus naumanni - tord de Naumann.Tord ala-roig (Turdus iliacus)
- Turdus eunomus - tord alabrú.
- Turdus pilaris - griva cerdana.
- Turdus iliacus - tord ala-roig.
- Turdus philomelos - tord comú.

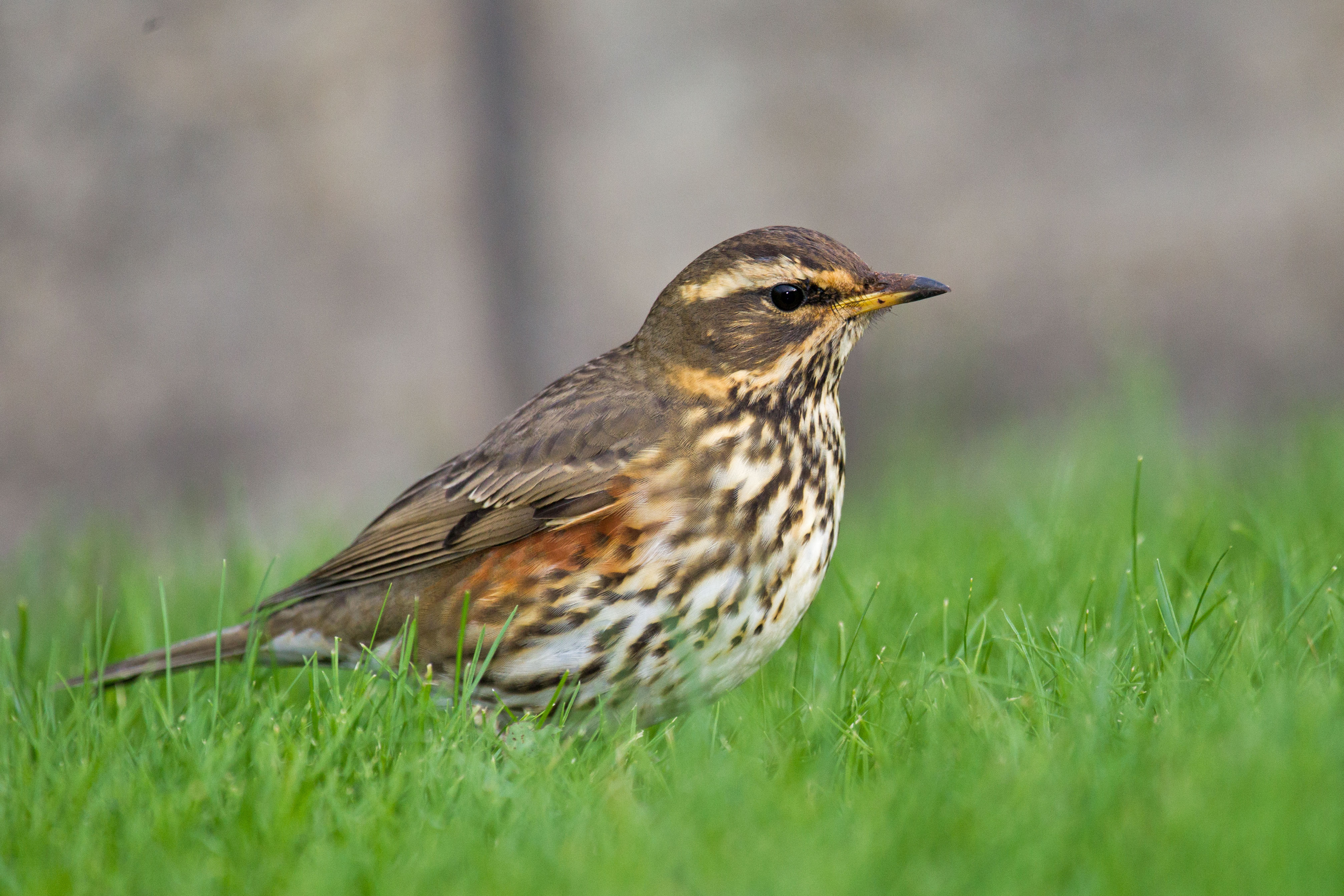
Tord ala-roig (Turdus iliacus)

- Turdus mupinensis - tord de la Xina.
- Turdus viscivorus - griva comuna.
- Turdus fuscater - merla grossa.
- Turdus chiguanco - merla xiguanco.
- Turdus nigrescens - merla de Costa Rica.
- Turdus infuscatus - merla de Guatemala.
- Turdus serranus - merla andina.
- Turdus nigriceps - merla fumada occidental.
- Turdus subalaris - merla fumada oriental.
- Turdus reevei - merla de dors plumbi.
- Turdus olivater - merla capnegra.Merla de pit blanc (Turdus torquatus)

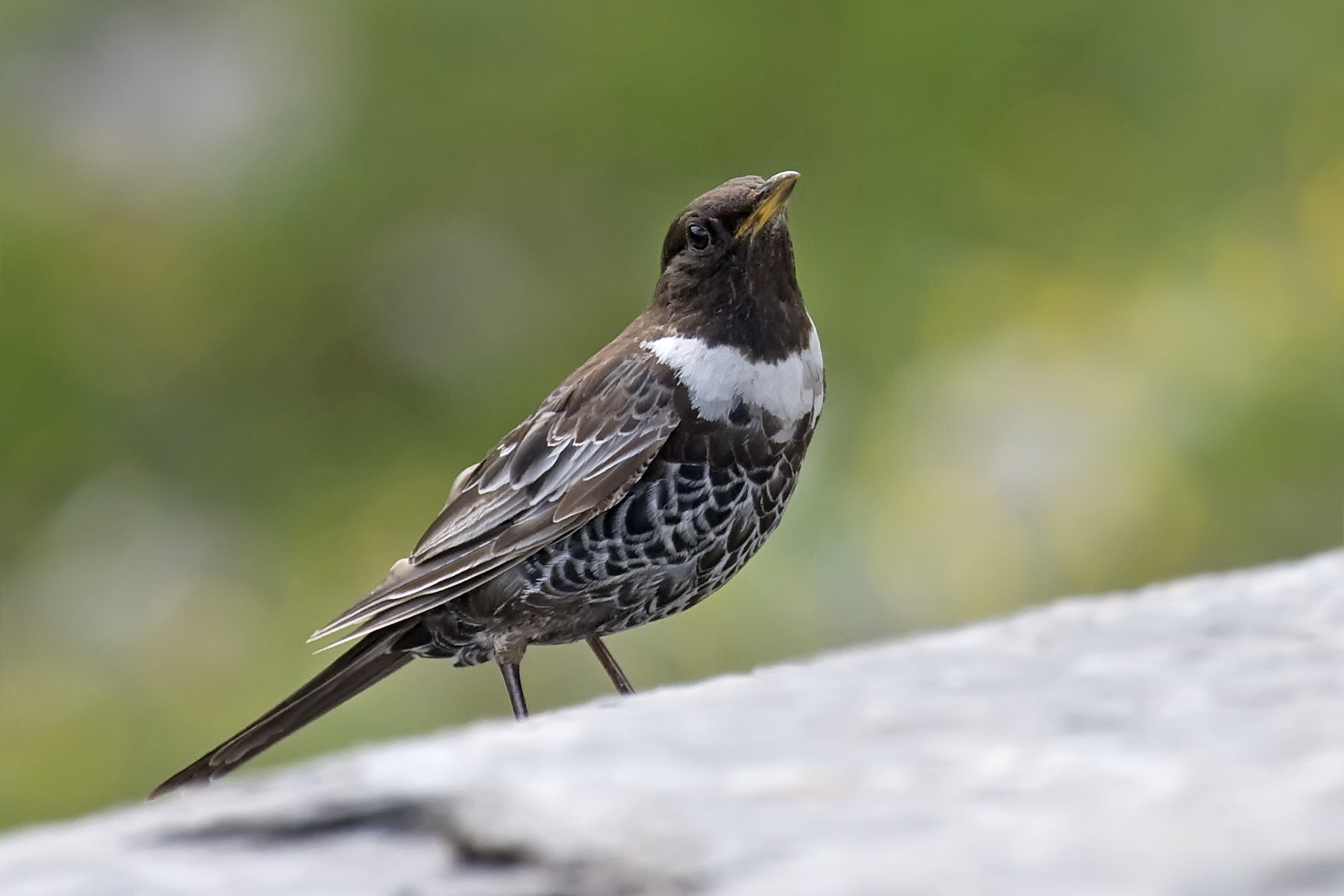
Merla de pit blanc (Turdus torquatus)

- Turdus maranonicus - tord del Marañón.
- Turdus fulviventris - merla ventre-rogenca.
- Turdus rufiventris - merla ardent.
- Turdus falcklandii - merla austral.
- Turdus leucomelas - merla de ventre cremós.
- Turdus amaurochalinus - tord ventreclar.
- Turdus plebejus - tord muntanyenc.
- Turdus ignobilis - merla becnegra.
- Turdus arthuri - merla becnegra oriental.
- Turdus murinus - merla becnegra dels tepuis.
- Turdus lawrencii - tord de Lawrence.
- Turdus fumigatus - tord cacau.
- Turdus obsoletus - tord de ventre pàl·lid.
- Turdus hauxwelli - tord de Hauxwell.
- Turdus haplochrous - tord de Bolívia.
- Turdus grayi - tord de Gray.Griva comuna (Turdus viscivorus)

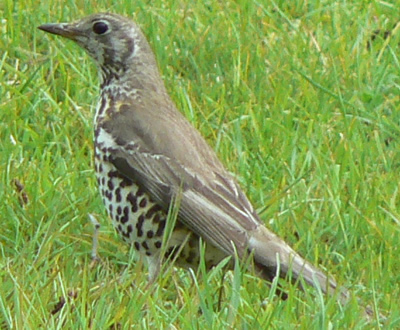
Griva comuna (Turdus viscivorus)

- Turdus nudigenis - tord d'ulleres.
- Turdus sanchezorum - merla de vàrzea.
- Turdus maculirostris - tord de l'Equador.
- Turdus jamaicensis - merla de Jamaica.
- Turdus assimilis - tord collblanc septentrional.
- Turdus daguae - tord collblanc de Dagua.
- Turdus albicollis - tord collblanc meridional.
- Turdus rufopalliatus - merla dorsi-rogenca.
- Turdus rufitorques - merla collroja.
- Turdus turdoides - tord de Sulawesi becgroc.
- Turdus migratorius - griva americana.
- Turdus swalesi - merla de la Hispaniola.
- Turdus aurantius - merla gorjablanca.
- Turdus ravidus - merla de Grand Cayman.
- Turdus plumbeus - merla cama-roja.
- Turdus lherminieri - griva de les Petites Antilles.
- Turdus eremita - griva de l'illa de Tristan da Cunha.